# 北鴻巢站
北鴻巢站（日语：／ Kita-kōnosu eki */?）是屬於東日本旅客鐵道（JR東日本）高崎線的鐵路車站，位於埼玉縣鴻巢市赤見台一丁目。

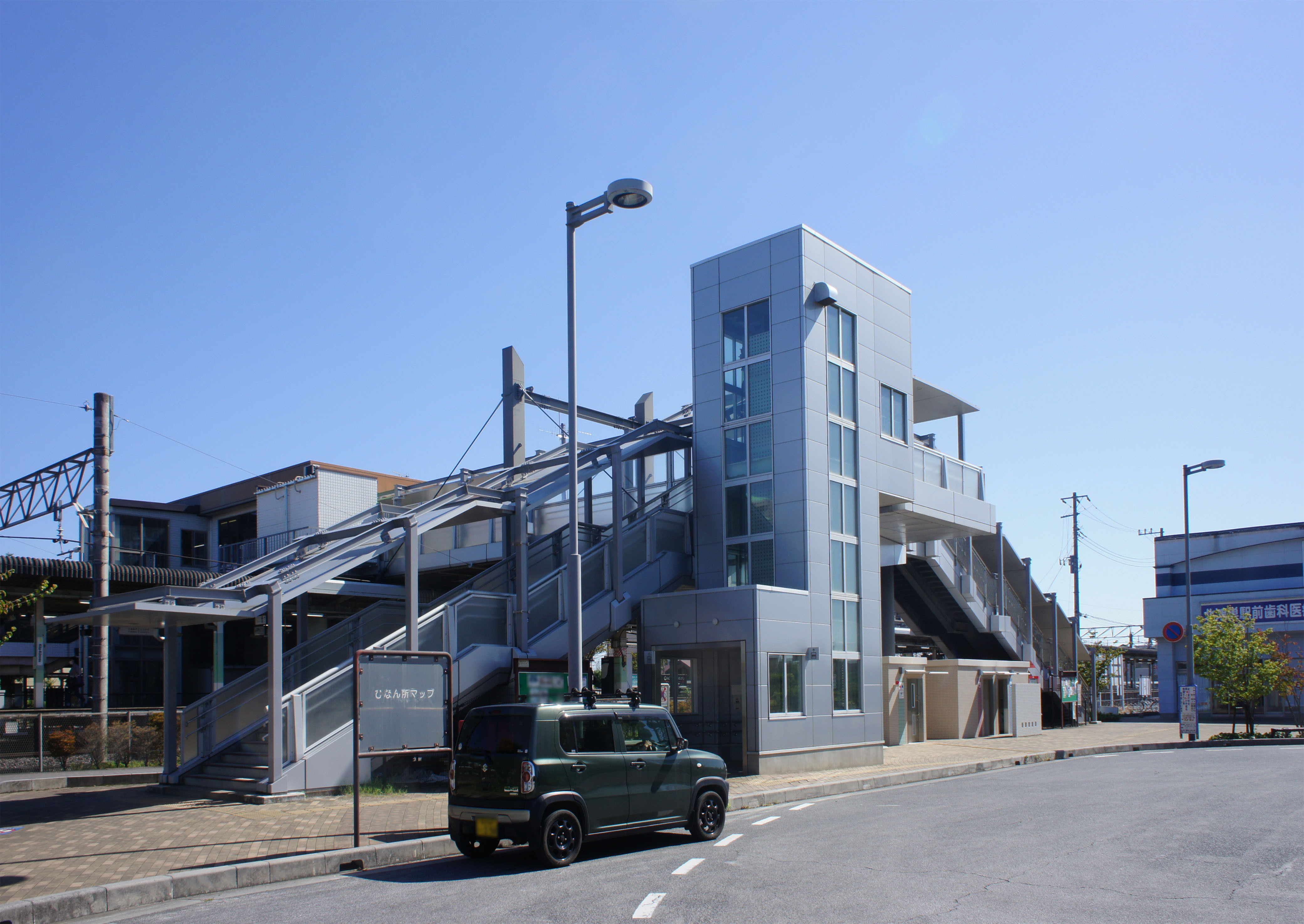
西口(2021年10月)

## 歷史
- 1984年（昭和59年）11月3日－日本國鐵北鴻巢站開業。
- 1987年（昭和62年）4月1日－國鐵分割民營化，本站由JR東日本接手管理。
- 2001年（平成13年）11月18日－智能卡系統Suica正式投入服務。
- 2008年（平成20年）12月－本站西口啟用，原有唯一出口改稱為東口。
- 2013年（平成25年）12月6日 - 指定席售票機啟用。

## 車站結構

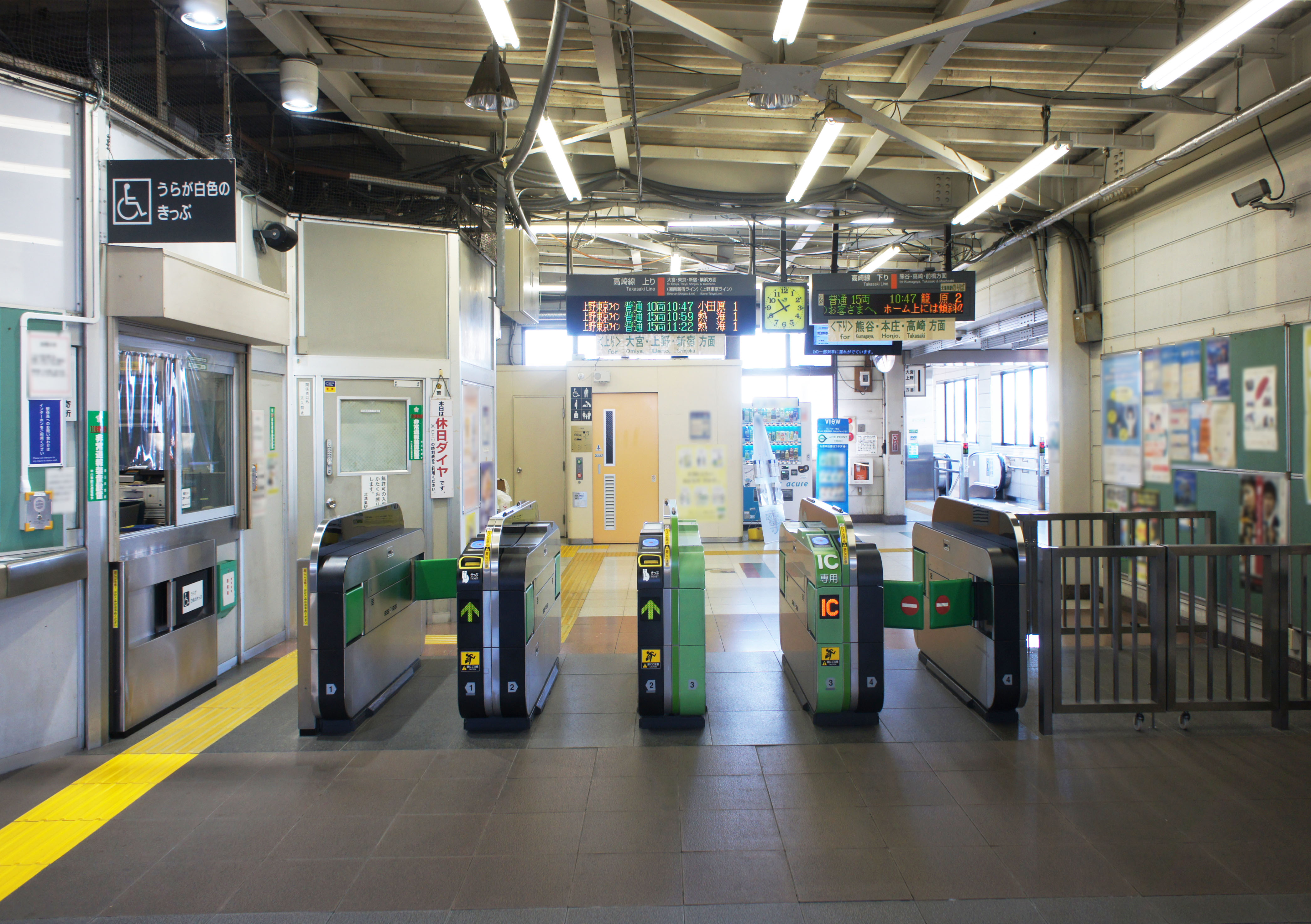
驗票口(2021年10月)

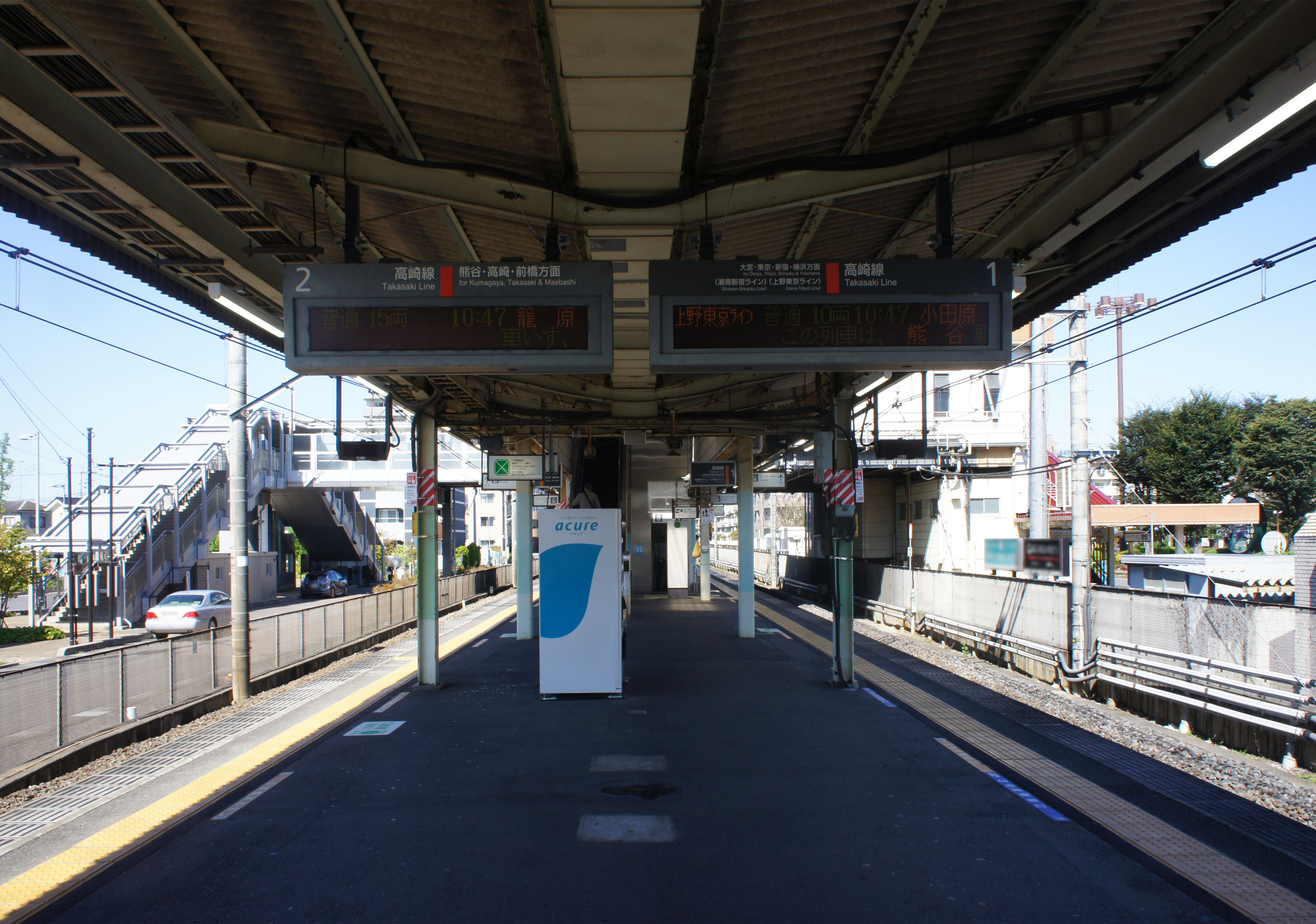
月台(2021年10月)

本站是地面車站，站房採跨站式站房設計。月台為島式月台1面2線設計。本站開業時只設置一個出口，2008年12月西口啟用後原本的出口則改稱為東口。此站由鴻巢站負責管理，車站業務則委託JR東日本車站服務。站內設有指定席售票機、驗票閘門、自動精算機和乘車站證明書發行機。
本站的發車音樂是鴻巢市出身的創作歌手美根ゆり香的「HANDS-大きな手から小さな手へ-」。

### 月台配置
| 月台 | 路線    | 方向 | 目的地                                                      | 備註                                                                   |
| ---- | ------- | ---- | ----------------------------------------------------------- | ---------------------------------------------------------------------- |
| 1    | ■高崎線 | 上行 | 大宮、東京、新宿、橫濱方向 （包括■湘南新宿線、■上野東京線） | 湘南新宿線的列車自大船站 上野東京線的列車經上野站自東京站 直通東海道線 |
| 2    | ■高崎線 | 下行 | 熊谷、高崎、前橋方向                                        |                                                                        |

（來源：JR東日本:車站構內圖 （页面存档备份，存于））
- 本項的上野東京線顏色以■紫色表示，實際上的月台導覽為■橘色。

## 使用情況
2019年（令和元年）度1日平均上車人次為7,224人。
根據JR東日本與埼玉縣統計年鑑，近年1日平均上車人次推移如下表。
| 年度               | 1日平均 上車人次 | 來源     |
| ------------------ | ---------------- | -------- |
| 1990年（平成02年） | 6,036            |          |
| 1991年（平成03年） | 6,445            |          |
| 1992年（平成04年） | 6,981            |          |
| 1993年（平成05年） | 7,377            |          |
| 1994年（平成06年） | 7,581            |          |
| 1995年（平成07年） | 7,768            |          |
| 1996年（平成08年） | 7,803            |          |
| 1997年（平成09年） | 7,782            |          |
| 1998年（平成10年） | 7,731            |          |
| 1999年（平成11年） | 7,787            | [ * 1 ]  |
| 2000年（平成12年） | 7,977            | [ * 2 ]  |
| 2001年（平成13年） | 8,019            | [ * 3 ]  |
| 2002年（平成14年） | 7,981            | [ * 4 ]  |
| 2003年（平成15年） | 7,999            | [ * 5 ]  |
| 2004年（平成16年） | 8,028            | [ * 6 ]  |
| 2005年（平成17年） | 8,140            | [ * 7 ]  |
| 2006年（平成18年） | 8,191            | [ * 8 ]  |
| 2007年（平成19年） | 8,161            | [ * 9 ]  |
| 2008年（平成20年） | 8,032            | [ * 10 ] |
| 2009年（平成21年） | 7,847            | [ * 11 ] |
| 2010年（平成22年） | 7,959            | [ * 12 ] |
| 2011年（平成23年） | 8,001            | [ * 13 ] |
| 2012年（平成24年） | 7,960            | [ * 14 ] |
| 2013年（平成25年） | 7,878            | [ * 15 ] |
| 2014年（平成26年） | 7,524            | [ * 16 ] |
| 2015年（平成27年） | 7,474            | [ * 17 ] |
| 2016年（平成28年） | 7,373            | [ * 18 ] |
| 2017年（平成29年） | 7,341            | [ * 19 ] |
| 2018年（平成30年） | 7,274            | [ * 20 ] |
| 2019年（令和元年） | 7,224            |          |

## 車站周邊
出入口在開業時僅有現在的東口一處。當時的車站東側已是住宅區，車站西側則尚未開發，是水田遍布的田園地帶。
之後，2005年起開始進行西口新設工程與車站周邊開發事業，2008年12月完成西口、2009年4月完成站前廣場及連結道路。
- Park City鴻巢（パークシティ鴻巣）
- 北鴻巢站前郵便局
- 埼玉縣立吹上秋櫻高等學校（日语：埼玉県立吹上秋桜高等学校）
- Mammy Mart（日语：マミーマート）
- Welcia藥局
- 鴻巢市民中心
- 鴻巢市立赤見台第一小學校
- 鴻巢市立赤見台第二小學校
- 鴻巢市立赤見台中學校

## 巴士路線
- 鴻巢市社區巴士「花號（日语：フラワー号 (鴻巣市)）」
  - 川里循環線
    - 行經東口、西口。

  - 田間宮線（北鴻巢站西口 - 小谷 - 田間宮 - 鴻巢站西口）
  - 吹上北線（北鴻巢站東口 - 吹上地區高崎線北側 - 吹上站北口）
  - 吹上南線（鴻巢市役所 - 鴻巢站東口 - 北鴻巢站西口 - 吹上地区高崎線南側 - 吹上站南口）

## 相鄰車站
東日本旅客鐵道
■高崎線
■通勤快速、■特別快速、■快速「Urban」
通過
■普通
鴻巢－北鴻巢－吹上

### 使用情況
1. ↑  埼玉県統計年鑑 （页面存档备份，存于） - 埼玉県
2. ↑  統計こうのす （页面存档备份，存于） - 鴻巣市

JR東日本2000年度以後上車人次
1. ↑  各駅の乗車人員（2000年度） （页面存档备份，存于） - JR東日本
2. ↑  各駅の乗車人員（2001年度） （页面存档备份，存于） - JR東日本
3. ↑  各駅の乗車人員（2002年度） （页面存档备份，存于） - JR東日本
4. ↑  各駅の乗車人員（2003年度） （页面存档备份，存于） - JR東日本
5. ↑  各駅の乗車人員（2004年度） （页面存档备份，存于） - JR東日本
6. ↑  各駅の乗車人員（2005年度） （页面存档备份，存于） - JR東日本
7. ↑  各駅の乗車人員（2006年度） （页面存档备份，存于） - JR東日本
8. ↑  各駅の乗車人員（2007年度） （页面存档备份，存于） - JR東日本
9. ↑  各駅の乗車人員（2008年度） （页面存档备份，存于） - JR東日本
10. ↑  各駅の乗車人員（2009年度） （页面存档备份，存于） - JR東日本
11. ↑  各駅の乗車人員（2010年度） （页面存档备份，存于） - JR東日本
12. ↑  各駅の乗車人員（2011年度） （页面存档备份，存于） - JR東日本
13. ↑  各駅の乗車人員（2012年度） （页面存档备份，存于） - JR東日本
14. ↑  各駅の乗車人員（2013年度） （页面存档备份，存于） - JR東日本
15. ↑  各駅の乗車人員（2014年度） （页面存档备份，存于） - JR東日本
16. ↑  各駅の乗車人員（2015年度） （页面存档备份，存于） - JR東日本
17. ↑  各駅の乗車人員（2016年度） （页面存档备份，存于） - JR東日本
18. ↑  各駅の乗車人員（2017年度） （页面存档备份，存于） - JR東日本
19. ↑  各駅の乗車人員（2018年度） （页面存档备份，存于） - JR東日本
20. ↑  各駅の乗車人員（2019年度） （页面存档备份，存于） - JR東日本

埼玉縣統計年鑑
1. ↑  .   [2020-05-16]. （原始内容存档于2020-02-02）.
2. ↑  .   [2020-05-16]. （原始内容存档于2020-02-02）.
3. ↑  .   [2020-05-16]. （原始内容存档于2020-02-02）.
4. ↑  .   [2020-05-16]. （原始内容存档于2020-02-02）.
5. ↑  .   [2020-05-16]. （原始内容存档于2020-02-02）.
6. ↑  .   [2020-05-16]. （原始内容存档于2020-02-02）.
7. ↑  .   [2020-05-16]. （原始内容存档于2020-02-02）.
8. ↑  .   [2020-05-16]. （原始内容存档于2020-02-02）.
9. ↑  .   [2020-05-16]. （原始内容存档于2020-02-02）.
10. ↑  .   [2020-05-16]. （原始内容存档于2020-02-02）.
11. ↑  .   [2020-05-16]. （原始内容存档于2020-02-02）.
12. ↑  .   [2020-05-16]. （原始内容存档于2020-02-02）.
13. ↑  .   [2020-05-16]. （原始内容存档于2020-02-02）.
14. ↑  .   [2020-05-16]. （原始内容存档于2020-02-02）.
15. ↑  .   [2020-05-16]. （原始内容存档于2020-02-02）.
16. ↑  .   [2020-05-16]. （原始内容存档于2020-02-02）.
17. ↑  .   [2020-05-16]. （原始内容存档于2020-02-02）.
18. ↑  .   [2020-05-16]. （原始内容存档于2020-02-02）.
19. ↑  .   [2020-05-16]. （原始内容存档于2020-02-02）.
20. ↑  .   [2020-05-16]. （原始内容存档于2020-03-18）.

## 外部連結
- 車站資訊（北鴻巢）：東日本旅客鐵道

36°05′08″N 139°28′37″E / 36.0855°N 139.4769°E